# Vietcombank Tower
La Vietcombank Tower est un gratte-ciel de 206 mètres construit en 2015 pour la Vietcombank à Hô Chi Minh-Ville au Viêt Nam.